# Taiwan under japansk styre
Mellem 1895 og 1945 var Taiwan under japansk styre som afhængigt territorium i Kejserriget Japan.

## Baggrund
Japan havde siden 1592 ønsket at tage kontrol med øen Taiwan, hvor Toyotomi Hideyoshi fastlagde en politik om oversøiske ekspansion og udbredelse af japansk indflydelse mod syd. Flere forsøg på at invadere Taiwan slog dog fejl bl.a. på grund af sygdomme og væbnet modstand fra øens oprindelige befolkning.
Dele af Taiwan havde tidligere været koloniseret af Nederlandene (Hollandsk Formosa (1624-1662) i øens sydlige kystområder) og af Spanien (Spansk Formosa (1626–1642) i øens nordlige områder), ligesom det kinesiske ming-dynasti fra 1600-tallet havde forøget sin indflydelse på øen. Ved ming-dynastiets fald overtog det efterfølgende qing-dynasti de kinesiske interesser i området, dog under modstand fra det kortvarige Kongeriget Tungning (1661-1683), der støttede det gamle ming-dynasti. Da Tunging i 1683 sluttede sig til qing-dynastiet, blev Taiwan en del af den qing-dynastiet som en del af provinsen Fujian.
I november 1871 måtte et skib med 69 personer fra den japanske vasalstat Kongeriget Ryukyu gå i land nær Taiwans sydspids grundet hårdt vejr. Der opstod en konflikt med den lokale Paiwan-stamme, og mange af skibets besætning blev dræbt. Japan forlangte kompensation fra qing-dynastiet, der imidlertid afviste kravet, dels fordi Ryukyu formelt set ikke var en del af Japan, og dels fordi qing-dynastiet afvist at være ansvarlig for de lokale stammers ageren på Taiwan. Qing-dynastiet gjorde det klart, at Taiwans oprindelige beboere bestod af to slags folk: dem, der blev regeret fra qing, og barbarer, der var uden for kinesisk indflydelse. Japan reagerede ved at sende 3.000 soldater til øen i april 1874 i et forsøg på gengældelse over for Paiwan-stammen, men sygdomme medførte store tab for japanerene. Qing-dynastiet sendte i maj 1874 tropper til øen for at besvare den japanske aggression, og Japan trak kort efter sine tropper tilbage.
I 1890'erne var omkring 45% af Taiwan under kinesisk kontrol og de tilbageværende områder under kontrol af den lokale befolkning. I 1894 udbrød den 1. kinesisk-japanske krig som følge af uenighed over kontrollen med Korea. Som følge af Qing-dynastiets nederlag i krigen blev ved Freden i Shimonoseki i 1895 indgået en fredstraktakt, hvor Kina blev pålagt at afstå Taiwan og Pescadorerne til Det Japanske Kejserrige. Kort efter indgåelsen af fredsaftalen proklamerede lokale adellige og tilhængere af Qing-dynastiet Republikken Formosa i håb om, at øen kunne undgå japansk overtagelse. I oktober 1895 foretog japanske tropper imidlertid landgang på Taiwan og erobrede hurtigt hovedbyen Tainan.

## Under det japanske styre
Da Taiwan var Japans første oversøiske koloni og strategisk godt placeret for yderligere ekspansion af kejserriget mod syd, blev der fra Japans side gjort meget for at forbedre Taiwans økonomi, industri og infrastruktur samt at gøre kulturen japansk. Det er en vigtig årsag til, at folk på Taiwan generelt har mindre antipati i forhold til Japan end andre lande i Asien, der har været under japanske styre.[kilde mangler]
Da Japan ved 2. verdenskrigs afslutning i 1945 havde overgivet sig til USA, overdrog FN's hjælpe- og genopbygningsorganisation administrationen af Taiwan til Republikken Kina. Japan fortsatte dog med at gøre krav på Taiwan indtil indgåelsen af Traktaten i San Francisco i 1952, ligesom Folkerepublikken Kina siden sin udråbelse i 1949 har anset Taiwan som en del af Folkerepublikken.